# Nicky Larson et le Parfum de Cupidon
Pour les articles homonymes, voir Nicky Larson.
Pour plus de détails, voir Fiche technique et Distribution.
Nicky Larson et le Parfum de Cupidon est un film de comédie policière français coécrit et réalisé par Philippe Lacheau, sorti en 2018.
Il s'agit d'une adaptation de la série animée Nicky Larson, elle-même adaptée du manga shōnen City Hunter écrit et dessiné par Tsukasa Hōjō. Sa sortie nationale en France a lieu quasiment jour pour jour avec celle au Japon d'une autre adaptation du manga en anime, Nicky Larson Private Eyes.

## Synopsis
Nicky Larson (Philippe Lacheau) est un garde du corps, aussi adroit au combat de rue que comme tireur d'élite. On fait souvent appel à lui pour régler les problèmes que les autres ne peuvent résoudre. Aidé de sa partenaire Laura (Élodie Fontan), il propose de multiples services à ses clients. Mais, aussi professionnel et réputé soit-il, Larson possède un défaut de taille : son penchant particulièrement exacerbé pour la gent féminine, ce qui pose bien des soucis à sa partenaire Laura.
Nicky Larson se voit confier par Dominique Letellier (Didier Bourdon) la mission de protéger le « parfum de Cupidon », une fragrance qui permet de rendre irrésistible quiconque le porte. Une seconde d'inattention permet à des malfrats de s'en emparer. Son client l'ayant envoûté en s'aspergeant de cette fragrance pour lui en prouver l'authenticité, Larson doit alors le récupérer avant le délai de 48 heures au terme duquel son effet deviendrait permanent.

## Fiche technique
Sauf indication contraire, les informations mentionnées dans cette section peuvent être confirmées par la base de données cinématographiques IMDb,  présente dans la section « Liens externes ».
- Titre original : Nicky Larson et le Parfum de Cupidon
- Titre japonais : City Hunter The Movie: Shijō saikō no mission (シティーハンター THE MOVIE 史上最香のミッション?)[2]
- Réalisation : Philippe Lacheau
- Scénario : Julien Arruti[1], Philippe Lacheau et Pierre Lacheau[1], d'après City Hunter de Tsukasa Hōjō et la série animée Nicky Larson, elle-même adaptée du manga
- Direction artistique : Samuel Teisseire
- Costumes : Claire Lacaze
- Photographie : Vincent Richard
- Montage : Nathan Delannoy et Antoine Vareille
- Effets visuels numériques : Mikros images (Paris)
- Musique : Michael Tordjman et Maxime Desprez
- Production : Christophe Cervoni[1] et Marc Fiszman
- Sociétés de production : Les Films du 24[1] et Axel Films[1]
- Sociétés de distribution : Sony Pictures Releasing France (France), Pathé Films AG[1] (Suisse romande)
- Budget : 18,6 millions €[3]
- Pays d'origine :  France
- Langue originale : français
- Format : couleur
- Genre : comédie policière
- Durée : 90 minutes[1]
- Dates de sortie :
  - France : 15 décembre 2018 (première) ; 6 février 2019 (sortie nationale)
  - Suisse romande : 6 février 2019[1]
  - Belgique : 13 février 2019[1]
  - Japon : 29 novembre 2019[2]
- Classifications :
  -  France : tous publics (visa d'exploitation n°149237)[4].

## Distribution
- Philippe Lacheau : Nicky Larson, le garde du corps
- Élodie Fontan : Laura Marconi, collègue de Nicky
- Tarek Boudali : Poncho, agent municipal épris de Laura
- Julien Arruti : Gilbert Skippy, le passant à la valise
- Didier Bourdon : Dominique Letellier, le détenteur du parfum
- Kamel Guenfoud : Mammouth
- Sophie Mousel : Hélène Lamberti
- Raphaël Personnaz : Tony Marconi
- Pamela Anderson : Jessica Fox
- Gérard Jugnot : le psychologue de Nicky
- Audrey Lamy : épouse de Gilbert
- Achille Potier : Jordan, fils de Gilbert
- Chantal Ladesou : Martine, belle-mère de Gilbert
- Jarry : Monsieur Mokkori
- Reem Kherici : la fille tatouée
- Pascal Boisson : Paco
- Jérôme Le Banner : Joe
- Arben Bajraktaraj : Gants noirs
- Jean-Pascal Zadi : policier Monaco armurie
- Liya Kebede : Dominique Lettelier, fille du professeur
- Wahid Bouzidi : vigile à l'entrée du défilé

### Caméos
- Dorothée : l'hôtesse aéroportuaire
- Vincent Ropion : Jean-Michel Lavoix, le journaliste télévisé
- Medi Sadoun : l'inspecteur du détecteur de mensonges
- Justine Le Pottier : l'élève de l'auto école
- Mahdi Alaoui : le codétenu
- Jean-Paul Césari : l'interprète de la chanson de générique de l'anime éponyme (Nicky Larson ne craint personne)

## Production

### Genèse et développement
Le projet est annoncé en juillet 2017, sur le compte Instagram de Philippe Lacheau, qui coécrit le scénario avec son frère Pierre.
Ce dernier ajoute qu'il veut surtout « rester le plus fidèle possible au manga » pour ne pas décevoir les fans de Nicky Larson, comme il l'a été lui-même en découvrant Dragonball Evolution (2009), l'adaptation américaine de Dragon Ball d'Akira Toriyama. En effet, Dragon Ball Evolution a suscité la colère d'une très grande majorité de fans de Dragon Ball et l'annonce de l'adaptation d'un animé en film a fait bondir de nombreux internautes français et suscite une avalanche de critiques négatives.
Peu avant le début du tournage, Philippe Lacheau s'adresse aux fans sceptiques du projet : « Demain démarre pour nous une nouvelle aventure, sans doute la plus grande depuis le début. Nous partons pour soixante-cinq jours de tournage. Je suis partagé entre émotion, excitation et STRESS. On va tout faire pour vous offrir la meilleure comédie d'action possible en essayant de ne décevoir ni les fans du manga, ni nos fans à nous qui nous suivent depuis le début. Et quant aux sceptiques qui se disent que c'est impossible pour des français de faire une bonne adaptation, on ne vous en veut pas, on aurait pensé la même chose 😁 bisous et à bientôt ! »
Philippe Lacheau contacte même un youtubeur spécialisé dans les mangas, le Chef Otaku, qui avait publié une vidéo critique sur le sujet. Après avoir échangé avec le réalisateur, le Chef Otaku publie une vidéo dans laquelle il se dit quelque peu rassuré tout en attendant de voir. Par la suite, il analyse la première bande-annonce du film en listant points positifs et négatifs, avant de faire une vidéo après avoir vu le film. Agréablement surpris, il estime que Philippe Lacheau a tout compris de l'esprit Nicky Larson et a réussi son projet.
Tsukasa Hōjō, le créateur de la série Nicky Larson et toujours détenteur des droits de son personnage, a particulièrement apprécié le scénario du film de Philippe Lacheau : « J'ai reçu beaucoup d'offres pour adapter City Hunter au cinéma. Et la plupart des scénarios que je recevais étaient assez plats, beaucoup de scénarios de films d'action qui n'avaient pas forcément compris le propos et, dans le scénario de Philippe, il y avait de tout : du drame, du rire, des trucs un peu coquins. Il avait pris en compte la globalité de l'œuvre ». L'auteur de la série a surtout surveillé les passages de flashback ou les relations entre les personnages. Par ailleurs, les références au Club Dorothée et les libertés prises (à l'époque) par les traducteurs français du dessin animé, à cause de la censure pour le jeune public, lui ont été expliquées.

### Attribution des rôles
Élodie Fontan, qui a collaboré plusieurs fois avec Philippe Lacheau avec qui elle est d'ailleurs en couple, est officialisée dans le rôle de Laura Marconi en mai 2018. Quelques jours plus tard, Dorothée, qui animait l'émission Club Dorothée où était diffusée notamment la série d'animation Nicky Larson, est annoncée pour un caméo. Est également annoncée la participation de l'actrice américaine Pamela Anderson, connue pour son rôle de sauveteuse dans la série culte Alerte à Malibu, et anciennement établie à Marseille. Sur son compte Twitter et Facebook, le boxeur Jérôme Le Banner, confirme sa présence sur le tournage. Plus tard, une nouvelle affiche a fait son apparition, dévoilant ainsi l'acteur Didier Bourdon au casting. Une photographie, dévoilée en août 2018, révèle l'interprète du personnage de Mammouth, Kamel Guenfoud.

### Tournage
Le tournage débute le 21 mai 2018 et s'achève en août 2018, soit quatorze semaines de tournage, chose assez rare pour un film français. Des scènes sont tournées à l'aéroport de Nice-Côte d'Azur et au Port Lympia (Alpes-Maritimes). Il se poursuit à Monaco, Paris dans les Hauts-de-Seine (La Défense) et en Île-de-France, notamment une longue scène à l'Axe majeur de Cergy (Val-d'Oise). Certaines scènes ont été tournées sur la Moyenne-Corniche entre Cap-d'Ail et Monaco.
Certaines scènes ont été tournées au centre CEA de Saclay (Essonne), dans l'ancienne pile atomique EL3.

## Accueil

### Promotion
Une affiche du film est dévoilée le 8 juin 2018 et révèle ainsi le titre du film, Nicky Larson et le Parfum de Cupidon.
La première bande annonce du film est dévoilée le 25 septembre 2018, tandis qu'une bande annonce dite « finale » est présentée le 4 décembre 2018 par Sony Pictures France.
Lors du Comic Con Paris en octobre 2018, il est révélé que Jean-Paul Césari et Vincent Ropion font des caméos dans le film. Le premier étant l'interprète de la chanson du générique français de la série d'animation Nicky Larson alors que le second est la voix française du personnage principal.

### Avant-premières et sorties
Le film est présenté en avant-première, presque dans toute la France, le 15 décembre 2018, la sortie nationale est le 6 février 2019 comme en Suisse romande et le 13 février 2019 en Belgique.

### Critiques
Le 14 décembre 2018, la veille du jour des avant-premières, le critique Simon Riaux du site Écran large évoque à propos du film « une poignée d'images tantôt hilarantes, tantôt empreintes d'une joliesse inattendue (…) en vision subjective en course-poursuite matelassée », et affirme que « le récit parvient à tenir une harmonie étonnante entre pastiche et premier degré. (…) Les dialogues apparaissent plus d'une fois comme le principal point faible de l'entreprise ». Frédéric Mignard d'Avoir-alire admet que Nicky Larson et le Parfum de Cupidon « est probablement le film le plus sympathique de son auteur depuis les Babysitting, loin des naufrages récents en matière d'adaptation de bande dessinée, comme celle de Gaston Lagaffe. (…) À vrai dire, les gags de quiproquo et les situations ahurissantes sont typiques de l'œuvre de Lacheau (…) et comme jamais on ne s'ennuie ou l'on a l'impression de perdre son temps, on lui pardonne ses quelques errances artistiques. Pas sûr, par contre, que les fans de la première heure de la série animée y voient matière à l'indulgence ».
Du côté des critiques positives également, pour Frédéric Molas et Sébastien Rassiat du Joueur du Grenier, le film adapte bien l'œuvre originale, affirmant « dire que le film n'est pas bon, c'est dire que Nicky Larson n'est pas bon », et parlant de la mauvaise foi dont le film aurait été victime. Selon eux, on voit parfaitement que Lacheau a grandi avec Nicky Larson.
Du côté des critiques négatives, Alexandre Lazerges de GQ, « Philippe Lacheau fait pire que Qu'est-ce qu'on a encore fait au Bon Dieu ? en saccageant un manga culte malgré la présence de Pamela Anderson et Dorothée ».
Le film reçoit la note presse de 2,9⁄5 sur Allociné pour 26 critiques, 3,8⁄5 pour 9 545 notes pour la partie spectateur et la moyenne globale de 5,7⁄10 sur SensCritique pour 9 111 votes,.

### Box-office
Nicky Larson et le Parfum de Cupidon prend la troisième place du box-office français la semaine de sa sortie avec 630 013 entrées dans 579 salles. Il s'agit d'un démarrage en demi-teinte par rapport à Babysitting 2 (801 212 entrées à la même période en 2015 dans 553 salles) et Alibi.com (1 124 383 entrées à la même période en 2017 dans 528 salles), mais faisant mieux que Babysitting (543 729 entrées à la même période en 2014 dans 350 salles).
Avec 1 684 404 entrées en France ainsi que 1 321 874 $ récolté au box office japonais, le film parvient à obtenir un taux de rentabilité de 77 % par rapport à son budget de 18,6 millions d'euros.
| Pays ou région    | Box-office        | Date d'arrêt du box-office | Nombre de semaines |
| ----------------- | ----------------- | -------------------------- | ------------------ |
| France            | 1 684 404 entrées | 16 avril 2019              | 10                 |
| Monde hors France | 251 970 entrées   | 16 avril 2019              | 10                 |
| Total mondial     | 1 936 374 entrées | 16 avril 2019              | 10                 |

Diffusé pour la première fois à la télévision le 19 juillet 2021 sur M6, cette adaptation du manga City Hunter et du dessin animé, diffusé dans les années 1990 dans le Club Dorothée a attiré 2 249 000 téléspectateurs, soit 11,6 % du public.

## Analyse